# Charles Lalemand
Charles Lalemand war ein belgischer Ruderer.

## Biografie
Charles Lalemand gewann bei den Europameisterschaften 1911 im Vierer mit Steuermann die Bronzemedaille. 1920 gehörte er zum Belgien-Achter, der bei den Europameisterschaften in Mâcon Silber gewann und auch wenig später bei den Olympischen Sommerspielen 1920 in Antwerpen teilnahm.